# Familiepark Harry Malter
Het Familiepark Harry Malter is een recreatiepark in de Belgische plaats Heusden (gemeente Destelbergen) in de provincie Oost-Vlaanderen.
Het park werd in 1992 opgericht door Harry Malter (1938-2019), een telg uit een Duitse circusfamilie. Hij is bekend van onder meer het Tirolercircus en Circus Piste waarmee Malter in 1968 begon. In 2008 kreeg het park fikse kritiek van dierenrechtenorganisatie GAIA. In de daaropvolgende periode is de situatie voor de dieren grondig verbeterd, daardoor kreeg het in 2009 een beter rapport.
Het park richt zich op kinderen in de leeftijdscategorie van twee tot twaalf. Het recreatiepark is gelegen in een bosrijke omgeving en biedt een aantal attracties aan waaronder:
- een gedeeltelijk overdekte speeltuin.
- een aantal dierenverblijven met onder meer  stokstaartjes, capibara's, wasberen, ringstaartmaki's, beverratten, kapucijnapen, stekelvarkens, mara's, gestreepte skunks en struisvogels. Een aantal van deze dieren mogen onder begeleiding worden gevoederd.

- een restaurant, een picknicktent, een springkussen, een speeltuin, een overdekt speeldorp, een jungleparcours.
- een reuzenrad, een piratenboot, een zweefmolen, draaimolens en een vrije val.

Een bekende bewoner van het park was lange tijd de Afrikaanse olifant Suzy. Sedert augustus 2010 verblijft zij echter in het dierenpark Pairi Daiza.

## Uitbreidingen en renovaties
Sinds 2009 is Sarah Malter, dochter van Harry Malter actief in het familiepark. Het is de bedoeling om vanaf 2010 in vijf jaar een groene oase van rust waar kinderen een hele dag kunnen ravotten te creëren. Vernieuwingen:
- 2010: Nieuw verblijf voor de wasberen en skunks, kapucijnapen, stokstaartjes en een Jungle parcours.
- 2011: Nieuw verblijf voor de stokstaartjes en ringstaartmaki's in een nieuwe doorloopvolière.
- 2012: witoorpenseelaapjes, zwartstaartprairiehonden en een nieuw circusgebouw.
- 2013: kookaburra's, rode ibissen, opening van het EDUFUN-gebouw en nieuwe stallen voor de kamelen.
- 2014: bruinbehaarde gordeldieren en nieuwe verblijven voor de resusapen en de beverratten.

## Foto's

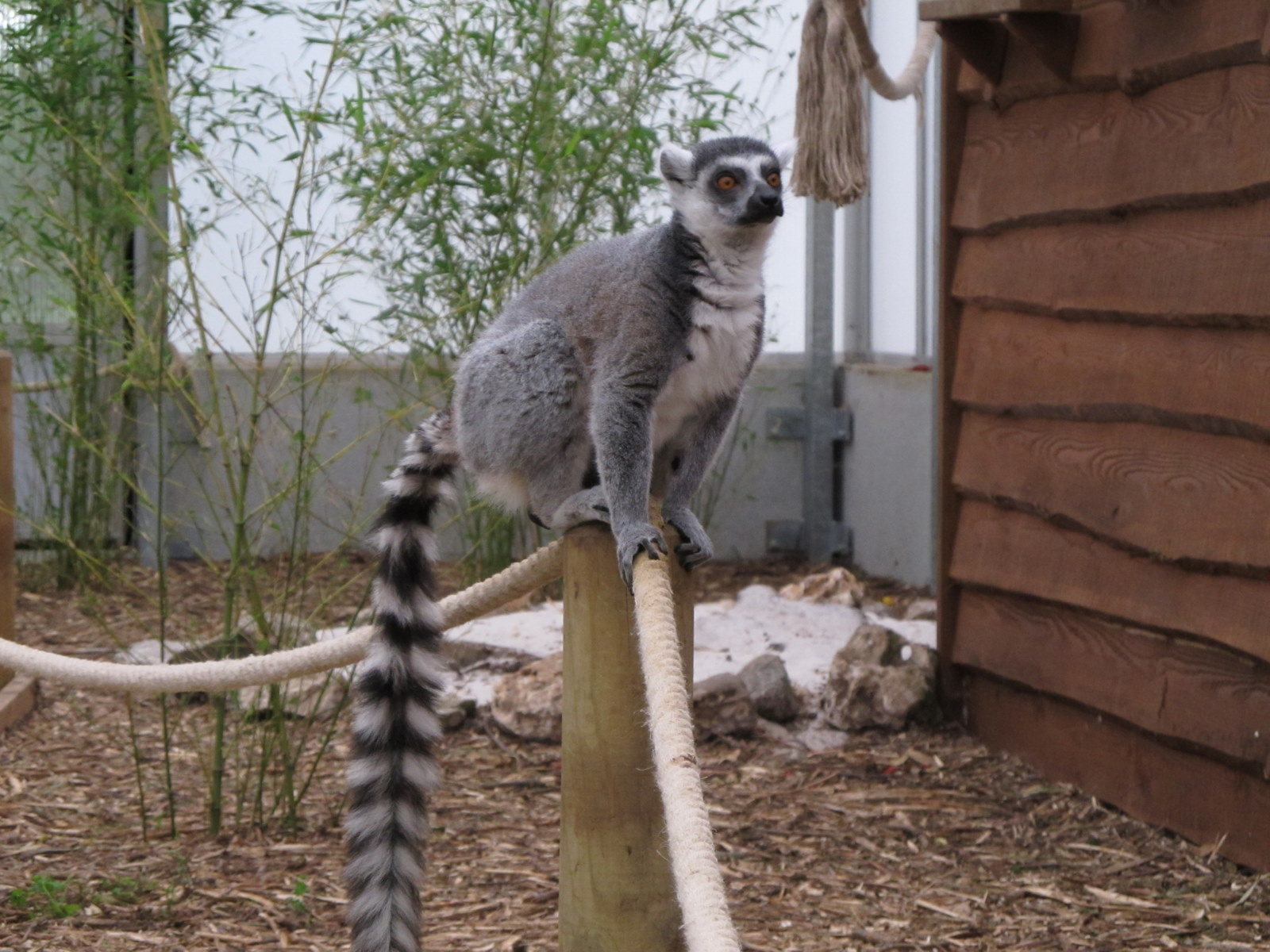
Ringstaartmaki's
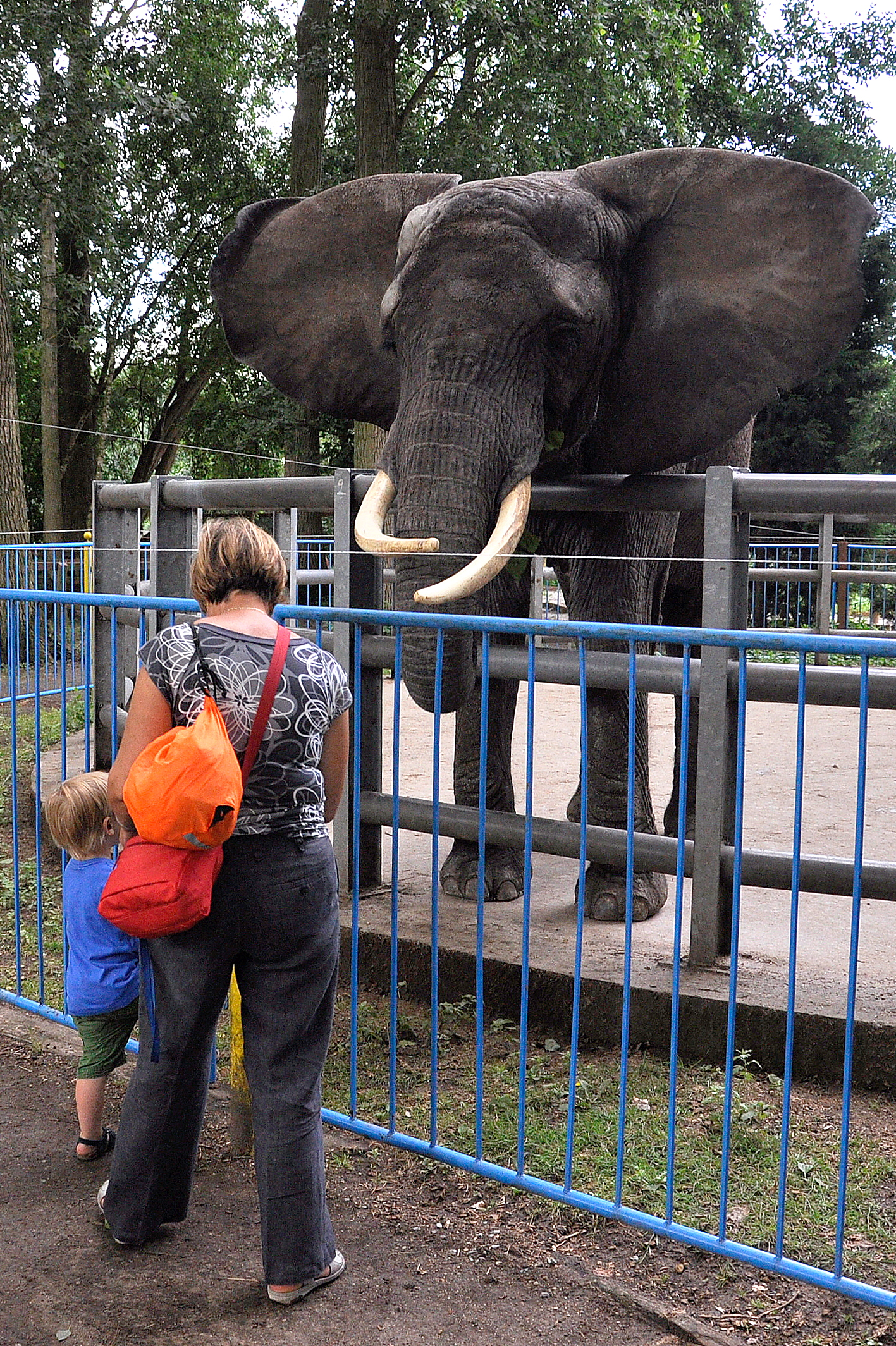
Afrikaanse olifant
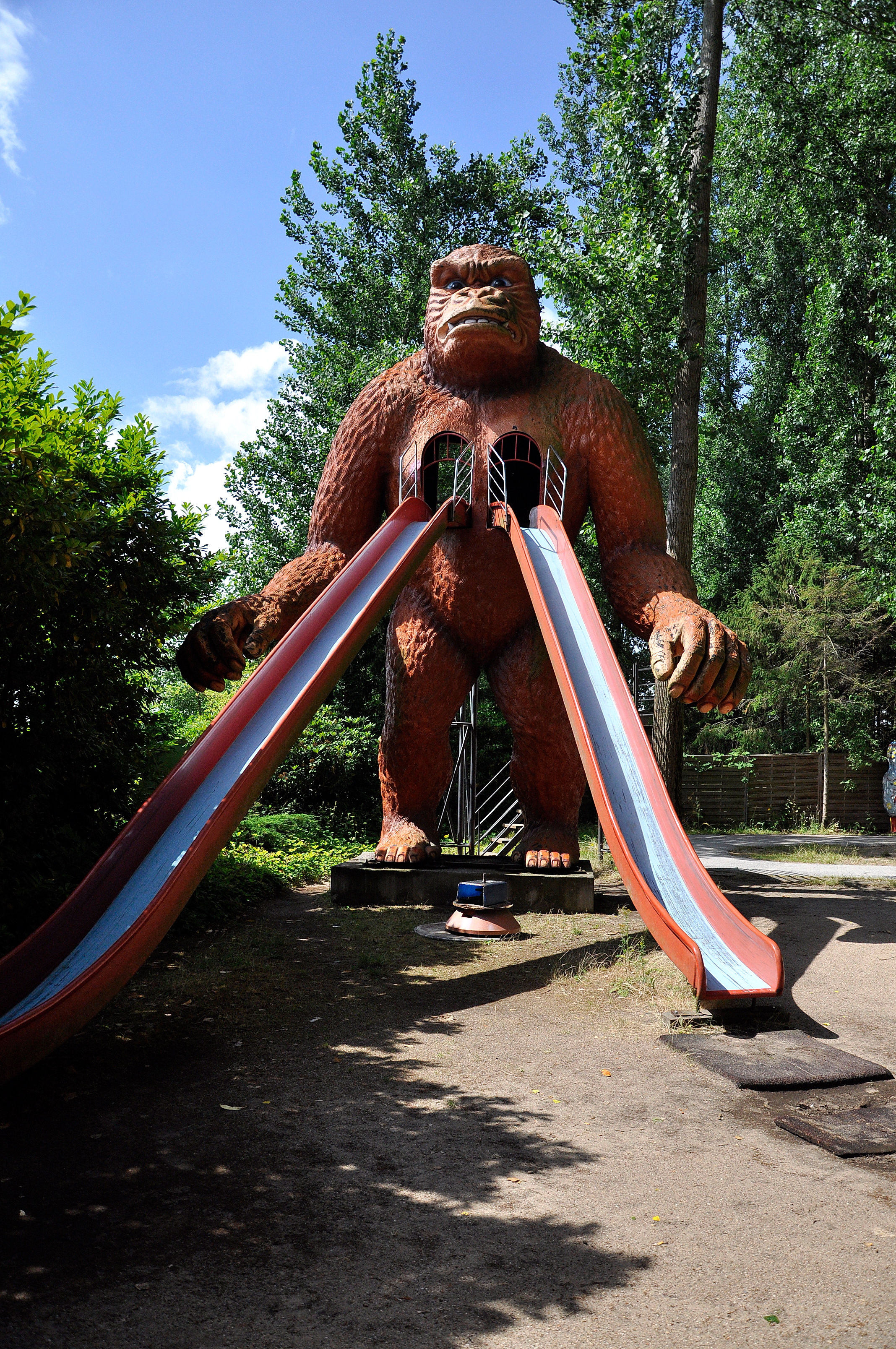
Speeltuin
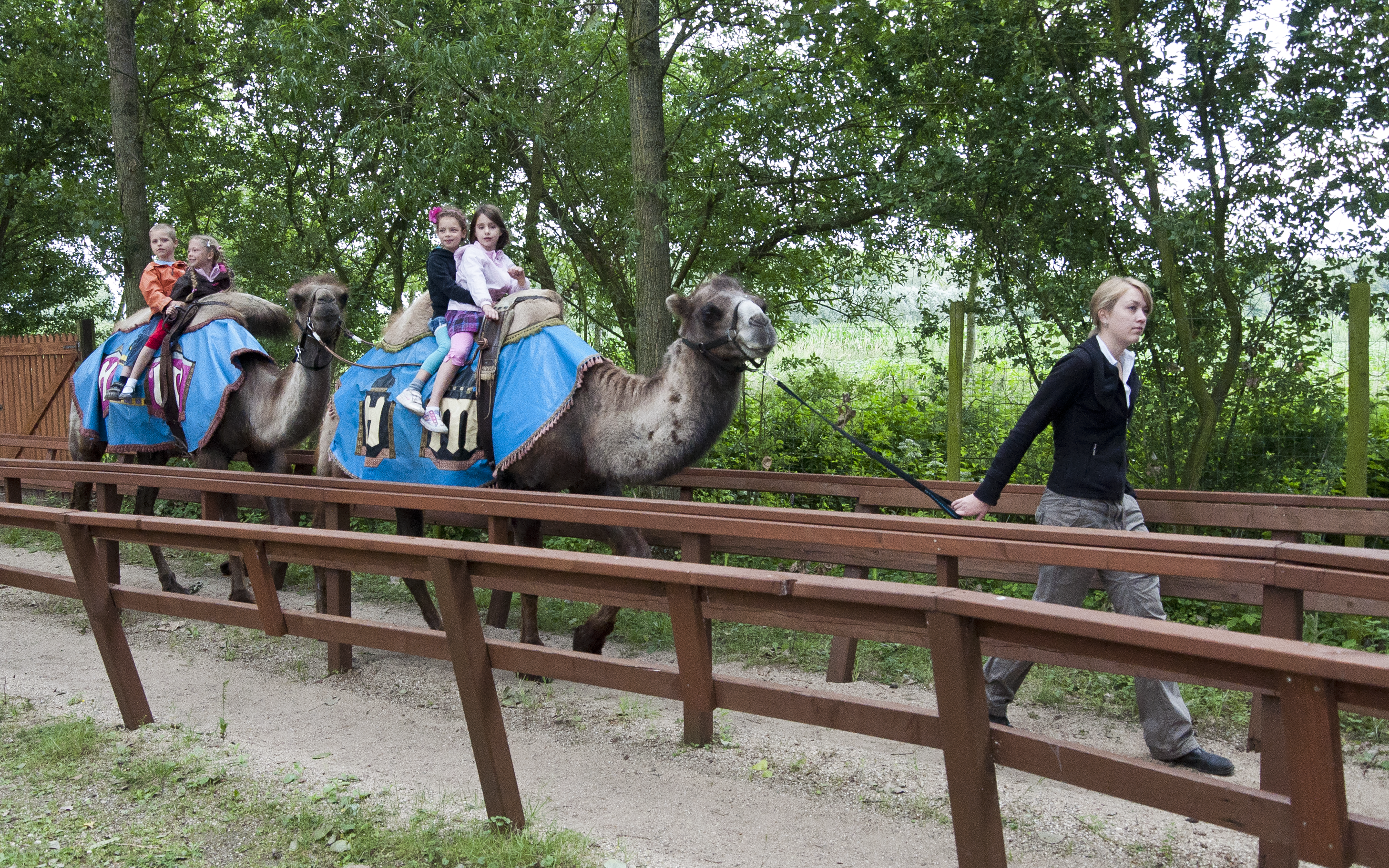
Rijden op kamelen
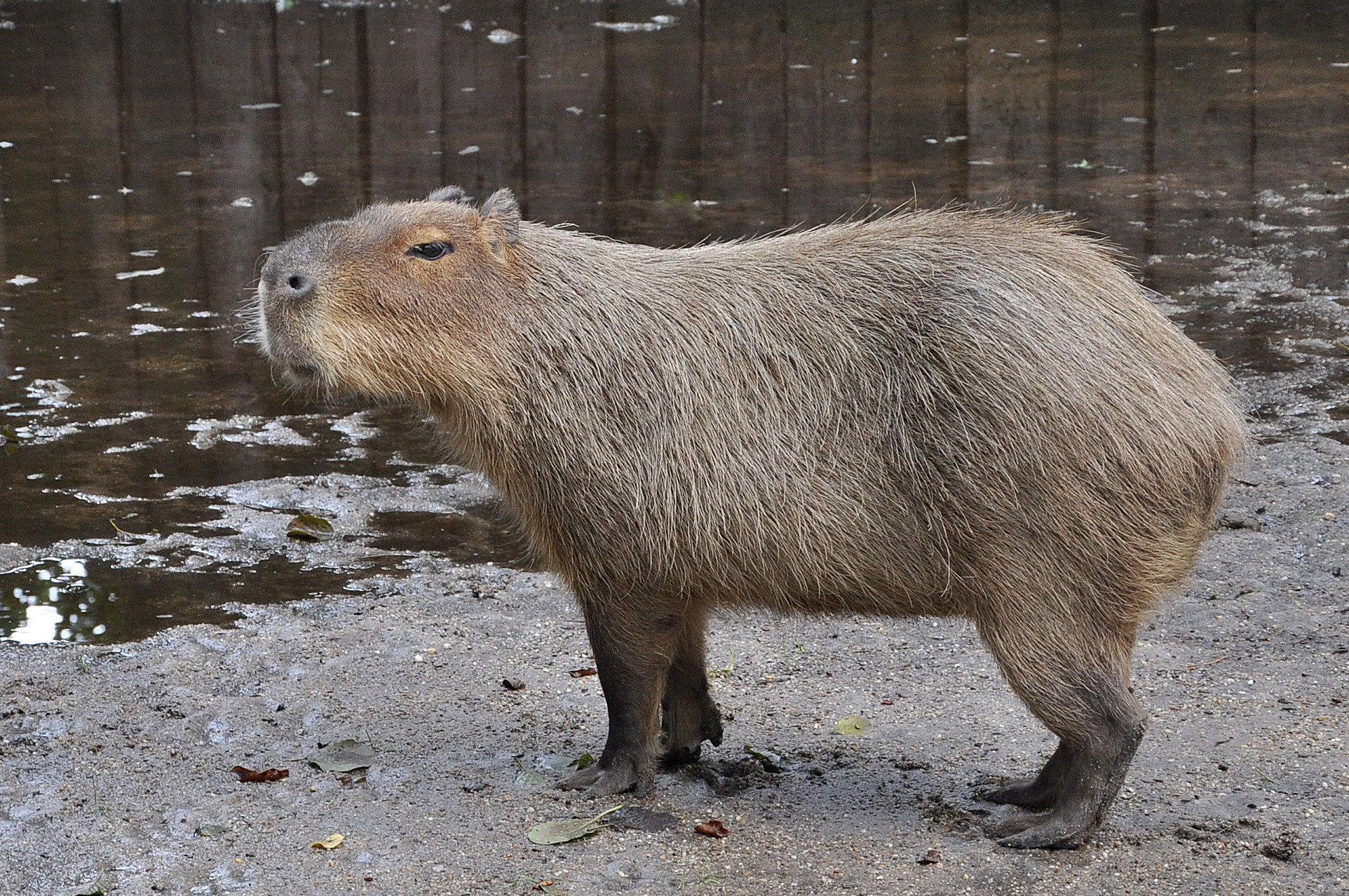
Capibara of waterzwijn